# Jutatip Maneephan
Jutatip Maneephan (født 8. juli 1988) er en thailandsk  cykelrytter som konkurrerer i landevejscykling. Hun repræsenterede Thailand under Sommer-OL 2012 i London, hvor hun ikke gennemførte landevejsløbet.